# Luigi Begnotti
Luigi Begnotti (San Paolo del Brasile, 1º giugno 1895 – ...) è stato un sindacalista, giornalista e politico italiano.

## Biografia
Residente a Brescia allo scoppio della prima guerra mondiale, prende parte al conflitto combattendo sul Carso e sull'Hermada guadagnandosi una medaglia d'argento per un'azione compiuta nel marzo del 1917 a quota 208. Rimasto ferito nell'agosto dello stesso anno viene congedato e torna a Brescia, dove nel 1920 aderisce al fascismo e fonda la squadra d'azione "Lupi", di cui è comandante. Nel 1923 viene nominato federale ed inizia ad occuparsi attivamente del sindacalismo fascista. È segretario del Sindacato lavoratori metallurgici e dell'Ufficio provinciale della Confederazione nazionale sindacati fascisti di Brescia e di Milano, presidente della Confederazione nazionale fascista della gente di mare e dell'aria, segretario della Federazione nazionale dell'edilizia, segretario dell'Unione dei sindacati fascisti dell'industria di Pavia. Nominato deputato per la XXVIII legislatura viene confermato nel 1934 e, come vice-presidente della corporazione delle costruzioni edili, entra a far parte nel 1939 della Camera dei fasci e delle corporazioni. Dopo la caduta del regime (25 luglio 1943) aderisce alla Repubblica sociale italiana, nella quale il 9 dicembre 1943 è nominato commissario della Confederazione degli industriali. Fonda e dirige i settimanali sindacali Il giornale del lavoratore a Brescia e L'azione sindacale a Milano. Scrive L'ordinamento sindacale fascista e La rivoluzione fascista, entrambi stampati a Brescia.